# AC Aceca
La AC Aceca (pronuncia "A-See-Ka") è un'automobile gran turismo coupé prodotta tra il 1954 e il 1963 dalla casa automobilistica britannica AC Cars.

## Storia
La vettura montava originariamente un motore AC, che fu disponibile dal 1956 al 1963,  quando la produzione del motore cessò, mentre quelle dotate di propulsore Bristol Cars divennero note come Aceca-Bristol. Alcune delle auto realizzate dal 1961 al 1963 ricevettero il motore da 2.553 cm³ della Ford Zephyr e furono commercializzate come Aceca 2.6. 
Basata sulla decapottabile biposto AC Ace, la Aceca era una coupé realizzata a mano secondo la tradizione britannica utilizzando nella costruzione del telaio legno di frassino e tubi di acciaio. Una particolarità era la configurazione hatchback con posteriore apribile, cosa che rese l'Aceca la seconda vettura, dopo l'Aston Martin DB2/4 del 1953, a incorporare questo elemento costruttivo.
La produzione totale riguardò 151 Aceca, 169 Aceca-Bristol e 8 modelli con motore Ford. Una vettura AC Aceca è stata protagonista di una puntata del programma "Car SOS"  (serie 4, episodio 2) nel Regno Unito, realizzato dal National Geographic Channel.

## Tecnica
L'auto risulta piuttosto leggera a causa della struttura tubolare, il blocco motore è in alluminio così come i pannelli della carrozzeria. I grandi cerchioni a raggi con pneumatici Dunlop da 16 pollici e la distribuzione quasi al 50% dei pesi sui due assi consentivano un'eccezionale maneggevolezza su superfici stradali accidentate. La Aceca era dotata di freni a disco anteriori (aggiunti nel 1957), sospensioni indipendenti a balestra sia anteriormente che posteriormente, semiassi posteriori articolati, sterzo a vite senza fine, trasmissione con overdrive elettrico opzionale, parabrezza curvo e sedili avvolgenti rivestiti in pelle. 
La principale differenza tra la Aceca e la Aceca-Bristol era costituita dal gruppo propulsore. Entrambe utilizzavano un motore in linea a sei cilindri, ma l'Aceca aveva lo stesso motore AC della AC Ace con albero a camme in testa da 1 991 cm³, erogante la potenza di 90 CV (67 kW), rapporto di compressione di 8:1 e triplo carburatore S.U. La Aceca-Bristol utilizzava un "D-Type 2.0 L" da 1 971 cm³ e 125 CV (93 kW) prodotto dalla Bristol Cars. L'Aceca-Bristol era disponibile anche con un motore Bristol "B-Type" da 105 CV (78 kW). La versione con motore Bristol negli Stati Uniti d'America veniva venduta, a partire dal 1958, a 1 049 dollari in più dei 4 500 originari, mentre nel Regno Unito l'auto base costava 1 722 sterline.